# Cristo de la Vera Cruz (Teguise)
El Santísimo Cristo de la Vera Cruz es una escultura que representa a Jesús de Nazaret crucificado que se venera en el municipio de Teguise en la isla de Lanzarote (España). Concretamente el Cristo se venera en la Ermita del Santísimo Cristo de la Vera Cruz. Se trata de la advocación de Cristo más venerada de Lanzarote.

## Historia
La imagen del Cristo data del siglo XVII y procede de Portugal, siendo llevada a Lanzarote por la familia Betancort Ayala. La escultura es de madera policromada de color verdoso, dándole un aspecto original y único en la época, y una cabellera natural que cuentan fue cedida por una feligresa en agradecimiento a una petición satisfecha.
Si bien, otros datos aseguran que fue concretamente Lucas Gutiérrez Melián (a cuyo cargo estaba el patronato de la ermita) el que donó la imagen del Cristo, por la que abonaría poco más de 100 ducados. Con la llegada de la imagen se reforzó la Exaltación de la Santa Cruz en la isla de Lanzarote.
Está registrado que en 1811, la imagen del Cristo de la Vera Cruz salió en rogativas a recibir a la Virgen de las Nieves, la histórica patrona de Lanzarote, la cual había sido bajada en procesión desde su ermita en los altos de Famara hasta el casco de Teguise como rogativa por una epidemia que afectaba en ese momento a las islas de Gran Canaria y Tenerife.

## Leyenda
Según la leyenda popular:
"Un barco con destino a Veracruz (México) naufragó en el norte de Lanzarote, por las inmediaciones de Famara, donde se halló un cajón con el Cristo en su interior y se cuenta que la madera de este cajón se utilizó para parte del retablo principal de la ermita. En cuanto al Cristo, se intentó por tres veces enviar a su destino y no hubo forma de hacerlo, pues cada vez que se embarcaba rumbo a México, se formaban grandes tormentas impidiendo la salida del barco. Por lo que se supo que era su voluntad morar en la isla y se optó por dejarlo en Teguise, la villa capital de Lanzarote por aquella época".

## Procesión
En la actualidad el Santo Cristo sale en procesión cada Semana Santa, en concreto, a primeras horas de la mañana del Viernes Santo en un Vía crucis, y al atardecer del mismo día en la Procesión Magna o del Santo Entierro. En esta última, acompañan al Cristo otras imágenes religiosas de la Semana Santa de la ciudad.